# Gynacantha maclachlani
Gynacantha maclachlani – gatunek ważki z rodziny żagnicowatych (Aeshnidae).